# Ochodnica (przystanek kolejowy)
Ochodnica – przystanek kolejowy w Ochodnicy, w kraju żylińskim, na Słowacji.
| Ochodnica                                                      |  |                             |
| Linia 127 Żylina – Czadca – Mosty koło Jabłonkowa (264,721 km) |  |                             |
| Kysucké Nové Mestoodległość: 4,971 km                          |  | Dunajov odległość: 1,819 km |